# Batalla naval de Ponça (1435)
La batalla de Ponça s'esdevingué el 5 d'agost de 1435 entre una esquadra genovesa i l'estol catalanoaragonès del rei Alfons IV.

## Antecedents
A la mort de Lluís III de Provença, mentre l'hereu Renat I d'Anjou era presoner a la cort de Felip III de Borgonya des de la seva derrota a la batalla de Bulgnéville en 1431, Ottolino Zoppo, l'ambaixador de Felip Maria Visconti a Gaeta, que es va posar sota la protecció milanesa, el va advertir de la possibilitat que Alfons el Magnànim, que ambicionava el Regne de Nàpols, ataqués el seu port, i el servís de cap de pont per les seves ambicions, i Visconti va enviar Francesco Spinola amb 800 homes, dels quals 400 eren ballesters, a defensar la ciutat
A la mort de Lluís de Provença, el Magnànim es trobava a Sicília després de fer expedicions contra l'illa de Gerba (1432) i Trípoli (1434), es dirigí contra Gaeta i la ciutat fou assetjada per terra i per mar, i van començar els treballs d'expugnació pels assetjants, amb l'ús de bombardes.
Els genovesos, esgotats financerament per les contínues guerres del duc Felip Maria Visconti, van fer un últim esforç i armaren una flota de 12 navilis, dues naus, tres galeres i una galiota, amb 2.400 homes a bord, i es va encomanar l'armada a Biagio Assereto. L'expedició es va dur en secret i va salpar passant Recco i Portofino, en direcció Sud, preparant-se amb cura per fer front a la flota numèricament superior d'Aragó, composta per 31 naus. Assereto sabia que Spínola havia estat ferit, que la resistència estava en el seu nivell més baix.

## Batalla
Segur de la victòria, amb una flota que doblava la genovesa en nombre de naus, i de majors dimensions,Alfons el Magnànim i molts nobles van acompanyar la flota, deixant a la rereguarda Pere d'Aragó i d'Alburquerque amb les galeres. Els genovesos, que només comptaven amb mariners i soldats experts, van fer servir la boira i van disparar focs artificials, fent creure als catalans que es dispersaven, provocant el desordre en la flota aragonesa, farcida de gent poc avesada a la lluita al mar, que dificultava la tasca als mariners i soldats.

## Conseqüències
Alfons el Magnànim fou vençut i fet presoner juntament amb els infants Joan i Enric i bona part de la noblesa, i només una nau va poder escapar, fent 600 morts i 5.000 presoners, enviats Felip Maria Visconti al duc de Milà, i senyor de Gènova. Es va demanar un rescat de 30.000 ducats, la reina Maria de Castella va convocar les Corts de Montsó per obtenir fons per alliberar-los. La reina mare, Elionor d'Alburquerque, va morir de pena per l'empresonament dels seus fills poc després de saber la notícia.
El Magnànim i el duc de Milà van acordar el suport mutu, en la demanda del tron de Nàpols el primer, i en la disputa contra els Sforza i el Papat del segon, i el Magnànim fou alliberat en octubre. El canvi d'aliances de Milà va revoltar els genovesos el Nadal de 1435, matant al governador milanès.
Pere d'Aragó i d'Alburquerque, germà del Magnànim i que havia escapat de la derrota, finalment prengué Gaeta el 25 de març de 1435, on Alfons hi feu entrada el 2 de febrer de 1436, i sis anys més tard esdevingué rei de Nàpols, tal com desitjava.
A finals de 1437 s'establí una treva fins al març de 1438, que fou trencada pels angevins el dia de Nadal amb un atemptat fallit i poc després Renat d'Anjou obtenia la llibertat de Felip III de Borgonya per 200.000 dobles d'or, aconseguint reforçar Nàpols, reiniciant el conflicte.